# Consell comunal de Wiltz
El consell comunal de Wiltz (francès: Conseil communal de Wiltz) és el consell local de la comuna de Wiltz, al nord-oest de Luxemburg.
És constituït per onze membres, escollits cada sis anys mitjançant representació proporcional. Les darreres eleccions es van realitzar el 9 d'octubre de 2005, resultant en la victòria del Partit Socialista. Al collège échevinal, el Partit Socialista governa, liderat per l'alcalde de Wiltz Romain Schneider.
| Partit                | Partit                                     | Escons | Regidors                                                                                |
| --------------------- | ------------------------------------------ | ------ | --------------------------------------------------------------------------------------- |
|                       | Partit Socialista dels Treballadors (LSAP) | 6      | Frank Arndt, Henri Besenius, Mike Heiff, Pierre Koppes, Romain Schneider, Raymond Shinn |
|                       | Partit Popular Social Cristià (CSV)        | 3      | Jérôme Müller, Jean Anen, Théo Karier                                                   |
|                       | Partit Democràtic (PD)                     | 2      | Jean Jacquemart, Jos Schneider                                                          |
| Font: Comuna de Wiltz |                                            |        |                                                                                         |